# 乳色真小鯉
乳色真小鯉（學名：Cyprinella galactura）為輻鰭魚綱鯉形目雅羅魚科真小鯉屬的其中一種，分布於北美洲美國阿拉巴馬州、密西西比州、喬治亞州、北卡羅來納州、田納西州、維吉尼亞州和肯塔基州的田納西河和坎伯蘭河流域、維吉尼亞州、西維吉尼亞州新河上游流域、密蘇里州和阿肯色州的弗朗西斯河等流域，體長可達15公分，棲息在岩石底質的小溪或水塘，生活習性不明。

## 扩展阅读
維基物種上的相關：乳色真小鯉